# Bol'šoj Salym
Il Bol'šoj Salym (in russo Большо́й Салы́м?) è un fiume della Russia, nella Siberia occidentale, affluente di sinistra del Ob'. Scorre nei Neftejuganskij e nel Chanty-Mansijskij rajon nel Circondario autonomo degli Chanty-Mansi-Jugra (Oblast' di Tjumen').

## Descrizione
Il Bol'šoj Salym ha origine a un'altitudine di circa 95 m sul livello del mare dalla palude Salym (una delle paludi del Vasjugan'e) nel sud-ovest della regione di Neftejuganskij. Dalla sorgente scorre attraverso la parte centrale del bassopiano della Siberia occidentale. La lunghezza del fiume è di 583 km; l'area del bacino è di 18100 km². La portata media annua del fiume alla foce è di 69,45 m³/s. Dopo essersi congiunto con il Malyj Salym sfocia in un braccio dell'Ob' chiamato Bol'šaja Salymskaja. Tra i suoi principali affluenti, da sinistra, ci sono: Tarsap (Тарсап), Malyj Salym (Малый Салым) e Vandras (Вандрас).
Il bacino del fiume si trova all'interno di una pianura alluvionale lacustre composta da depositi sciolti di sabbia argillosa e ricoperta da foreste di conifere scure e boschi di betulle e pioppi. L'inondazione della pianura alluvionale dura da 1 a 8 settimane. Il fiume, alimentato principalmente da pioggia e neve, è gelato da fine ottobre - novembre sino a fine aprile - inizio maggio.
Lungo il fiume ci sono due insediamenti: Salym (7 000 abitanti circa) e Lempino (500 ab. circa). Altri piccoli insediamenti si trovano nelle parti inferiori del fiume. Significativi giacimenti petroliferi sono stati scoperti e si stanno sviluppando nel bacino del Salym. La produzione annua di petrolio raggiunge gli 8 milioni di tonnellate.

## Trasporti
Durante il periodo di piena, navi di piccolo pescaggio possono viaggiare dalla foce al villaggio di Salym (a 210 km dalla foce). Una navigazione irregolare viene effettuata sui 110 km inferiori.
A Salym, la ferrovia Tjumen'-Surgut-Novyj Urengoj attraversa il fiume, collegando la Transiberiana con le aree di produzione di petrolio e gas nel nord della Siberia occidentale. La strada regionale P404 Tjumen'-Chanty-Mansijsk attraversa due volte il Bol'šoj Salym: la prima volta a Salym, la seconda nella parte bassa vicino a Lempino.